# Collotheca torquilobata
Collotheca torquilobata is een raderdiertjessoort uit de familie Collothecidae. De wetenschappelijke naam van deze soort is voor het eerst geldig gepubliceerd in 1891 door Thorpe.